# Sveti Ivan Zelina
Sveti Ivan Zelina (udtale: ) er en by i storbyområdet og distriktet Zagreb , beliggende i det nordlige Kroatien. Sveti Ivan Zelina, der ligger 27 km nordøst fra Zagreb, har ifølge folketællingen for 2021, 15.959 indbyggere i hele kommunen; selve byen har 2.598 indbyggere.

## Historie
I slutningen af det 19. og begyndelsen af det 20. århundrede var Sveti Ivan Zelina distriktshovedstad i det tidligere Zagreb distrikt i Kongeriget Kroatien-Slavonien.
Fra 1947 til 1990, under det kommunistiske regime, var byen kendt som Zelina.